# Форхгайм (район)
Форхгайм (нім. Forchheim) — район у Німеччині, у складі округу Верхня Франконія федеральної землі Баварія. Адміністративний центр — місто Форхгайм.

## Населення
Населення району становить 116 600 осіб (станом на 31 грудня 2020).

## Адміністративний поділ
Район складається з 3 міст (нім. Städte), 8 торговельних громад (нім. Märkte) та 18 громад (нім. Gemeinden):
| Міста 1. Грефенберг (4177) 2. Еберманнштадт (6951) 3. Форхгайм (32374) Об'єднання громад 1. Дорміц (громади Дорміц, Гецлес та Кляйнзендельбах) 2. Госберг (громади Кунройт, Пінцберг та Візентау) 3. Грефенберг (місто Грефенберг, торговельна громада Гільтпольтштайн та громада Вайсеное) 4. Еберманнштадт (місто Еберманнштадт та громада Унтерляйнляйтер) 5. Еффельтріх (громади Еффельтріх та Поксдорф) 6. Кірхеренбах (громади Кірхеренбах, Лойтенбах та Вайлерсбах) Торговельні громади 1. Візентталь (2484) 2. Гесвайнштайн (4084) 3. Гільтпольтштайн (1529) 4. Еггольсгайм (6584) 5. Еглоффштайн (2100) 6. Ігенсдорф (5083) 7. Нойнкірхен-ам-Бранд (8181) 8. Прецфельд (2374) | Громади 1. Вайлерсбах (2043) 2. Вайсеное (1173) 3. Візентау (1597) 4. Галлерндорф (4224) 5. Гаузен (3804) 6. Герольдсбах (5085) 7. Гецлес (1357) 8. Дорміц (2058) 9. Еффельтріх (2591) 10. Кірхеренбах (2219) 11. Кляйнзендельбах (1471) 12. Кунройт (1425) 13. Лангензендельбах (3126) 14. Лойтенбах (1618) 15. Обертрубах (2236) 16. Пінцберг (1973) 17. Поксдорф (1501) 18. Унтерляйнляйтер (1178) |

Дані про населення наведені станом на 31 грудня 2020.